# 무정의 사십계단
"무정의 사십계단"은 한국에서 제작된 정진우 감독의 1965년 영화이다. 강신성일 등이 주연으로 출연하였고 차태진 등이 제작에 참여하였다.

## 출연

### 주연
- 강신성일
- 황정순
- 장동휘
- 최지희

### 조연
- 조춘

## 기타
- 조명: 고해진
- 미술: 홍성칠